# Паяльников, Алексей Николаевич
Алексей Николаевич Паяльников — советский хозяйственный, государственный и политический деятель.

## Биография
Родился в 1917 году в деревне Косово. Член КПСС.
До 1948 — старший бухгалтер, заместитель главного бухгалтера Прокопьевского городского треста столовых, главный бухгалтер шахты «Зиминка», главный бухгалтер, начальник отдела нормирования шахты номер 5-6.
В 1948—1962 — заместитель председателя, председатель горкома профсоюза работников угольной промышленности.
В 1962—1963 — помощник главного инженера шахты номер 3-3-бис по организации труда и заработной плате.
В 1963—1977 — председатель Прокопьевского горисполкома.
Умер в 1979 году.

## Награды
- Орден Октябрьской Революции (25.08.1971)
- Орден Трудового Красного Знамени (05.03.1976)
- Орден Знак Почёта (29.06.1966)